# Boran Perzijska
Boran († krajem 631.), alternativno Buran, Puran ili točnije Purandokht je bila kćer perzijskoga kralja Hozroja II. Bila je prva žena na prijestolju sasanidske Perzije (630. – 631.). 
Nakon smrti njezinog oca Hozroja II. u Perziji je praktički zavladala anarhija. Svi Hozrojevi nasljednici uspjeli su se tek kratko održati na prijestolju. Zbog vrlo oskudnih izvora teško je odrediti što se točno tada događalo, ali na temelju nađenog kovanog novca sigurno je da je Boran vladala neko vrijeme. Naslijedila je 630. uzurpatora Šahrabaraza (u čijem je ubojstvu vjerojatno sudjelovala), iako nije bila njegova žena nego vjerojatno udovica Kavada II.
Duljina njene vladavine varira u izvorima od 16 mjeseci do dvije godine. Za njene vladavine poslano je jedno poslanstvo bizantskome caru Herakliju. Boran je krajem 631. umrla nasilnom smrću, vjerojatno davljenjem. 